# 羅塞塔號
羅塞塔號（Rosetta）是歐洲太空總署組織的機器人空间探测器計劃，研究67P/楚留莫夫－格拉希门克彗星。2004年3月2日在蓋亞那太空中心發射，10年8個多月後進入彗星軌道，隨後其所攜帶的菲萊登陸器則於2014年11月12日在彗星上著陸。在2014年8月6日它接近到彗星約100 km（62 mi）的距離，並降低其相對速度為1 m/s（3.3 ft/s），從而成為意圖會合彗星而進入其軌道的第一個航天器。經過進一步的機動，計劃是接近到30 km（19 mi）後和大約6週後進入軌道。它是歐洲太空總署地平線2000基礎任務的一部分，和它是被設計成既軌道環繞彗星又登陸彗星的第一個任務。
羅塞塔號于2004年3月2日格林威治時間07:17由亞利安五號運載火箭發射，在2014年8月6日到達彗星。羅塞塔號由兩個主要部件組成：羅塞塔探測器，其中帶有12個儀器，及菲萊登陸器，其中帶有另外的9個儀器。羅塞塔號的任務將軌道環繞67P/楚留莫夫－格拉希门克彗星17個月，並且被設計來完成對於彗星有史以來嘗試的最詳細的一個研究。任務是被從在德國達姆施塔特的歐洲太空運營中心（ESOC）控制。
探測器以羅塞塔石碑為命名，希望此任務能幫助解開行星形成前的太陽系的謎。而登陸器以尼羅河中小島的名字菲萊命名，有一塊方尖碑在那裡被發現且協助解讀羅塞塔石碑。對羅塞塔石碑和方尖碑的象形文字的比較，催化埃及的書寫系統的解密。同樣，人們希望這些飛船將導致更好的理解彗星和早期太陽系。
在它飛向彗星的途中，飛船已經完成2小行星的飛掠任務。在2007年，罗塞塔号还进行了火星重力助推变轨（飞越）。
罗塞塔号的菲莱登陆器于2014年11月12日在彗星上登陆，就是67P/楚留莫夫－格拉希门克彗星，成为有史以来第一个在彗星上的成功受控登陆的探测器。天体物理学家伊丽莎白·皮尔逊说，虽然菲莱登陆器的未来是不确定的，但是轨道器罗塞塔号是任务的主力，并且它的工作将继续。

## 任務簡介

### 背景
在1986年哈雷彗星來臨時，曾有一群國際太空探測器被送去探測彗星系統，其中最重要的是歐洲太空總署非常成功的喬托號。在探測器傳回大量豐富有價值的科學資料後，明顯地需要增加更多探測器以了解複雜的彗星成份以及解決新增加的問題。
美國太空總署及歐洲太空總署員先有個別開發探測器的計畫，NASA的探測器是Comet Rendezvous Asteroid Flyby（CRAF）任務。NASA在1992年因預算限制放棄CRAF後，歐洲太空總署決定自行研發太空船。1993年野心勃勃的樣本取回任務對於歐洲太空總署預算明顯地不切實際，所以重新設計任務，最終的任務類似原本已經取消的CRAFT任務：小行星飛越，接著彗星會合及實地調察（in-situ），包括一個登陸器。

### 建造與設計
羅塞塔號依照COSPAR規則在無塵室建造，但根據羅塞塔號計劃科學家的訊息，「殺菌一般並不是關鍵，因為彗星通常被視為能找到prebiotic分子的物體，也就是生命前導的分子，但不是活的微生物」。
飛船的電力來自兩個太陽能電池板共計64平方（690平方英尺）。

### 發射

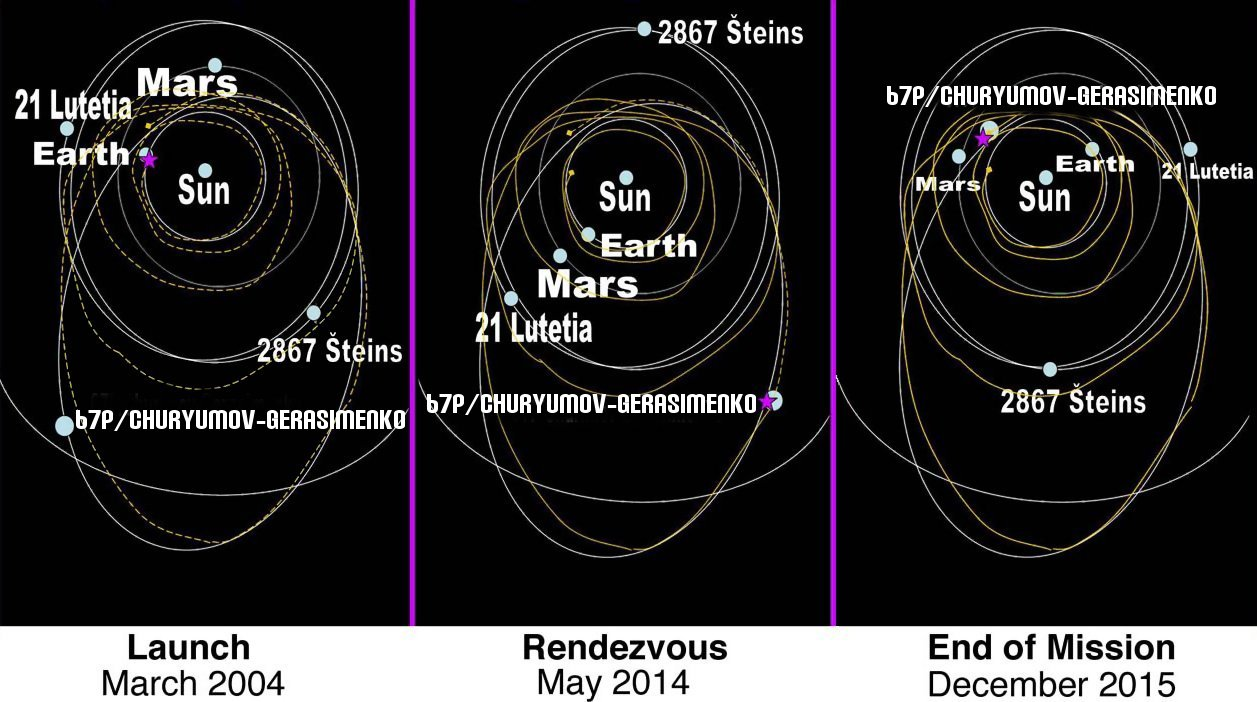
羅塞塔號太空探測器的軌跡

原本它會在2003年1月12日發射，而在2011年與韋坦倫彗星會面。然而這個計劃因為2002年12月11日一場亞利安五號運載火箭的失敗而取消。新的計劃目標改為彗星67P，在2004年2月26日發射，並在2014年會面。因更多的質量及隨之增加的撞擊速度使登陸器設備必須修改。兩次嘗試發射取消後，羅塞塔終於在2004年3月2日格林威治時間7:17發射。除了發射時間與目標的改變外，這個任務幾乎保持一樣。

### 深空調控
2007年2月25日，羅塞塔號因為第一次發射拖延了一年而必須藉助通過火星減速修正軌道。此舉帶有風險，因為估計飛越高度距離火星僅有250公里（155英里）。因為太空船進入火星的影內，將有15分鐘無法接收到任何太陽光，無法使用太陽能板外並有耗盡電力的危機，其電池並未按此次調動設計，所以太空船必須進入待命模式，不進行通訊，必須靠並不是為了這個工作設計的電池飛行，因此這項火星附近的調動被暱稱為「十億美元的賭博」。最後成功在03:15中央歐洲時間（CET）飛越，並回傳火星表面和大氣的照片。

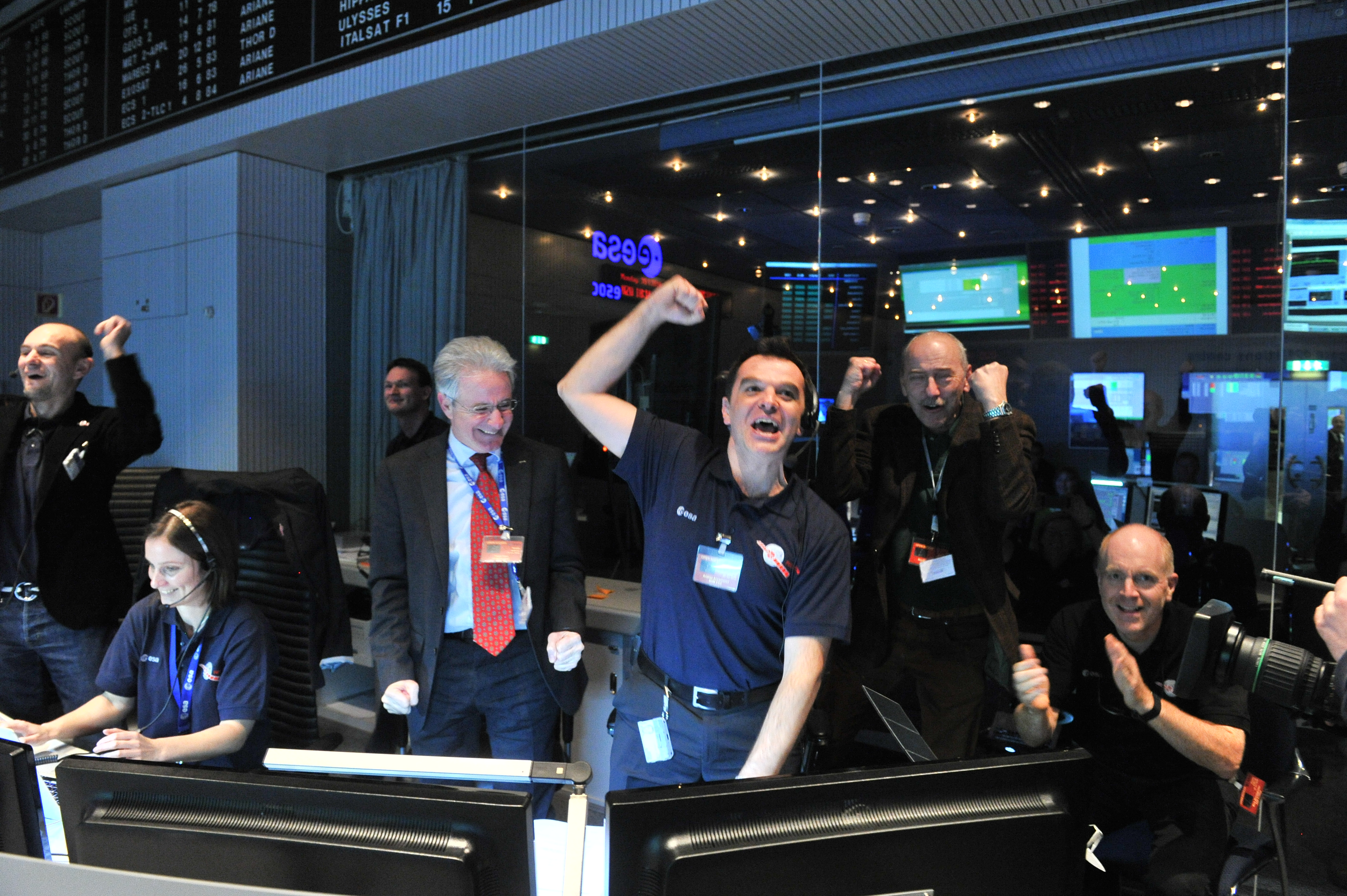
德国达姆施塔特欧洲空间运行控制中心（ESOC）获得罗塞塔号的信号（2014年1月20日）

在2014年5月，羅塞塔號8次通過推進器降速，準備放出登陸器接觸彗星本身。

### 菲萊登陸器

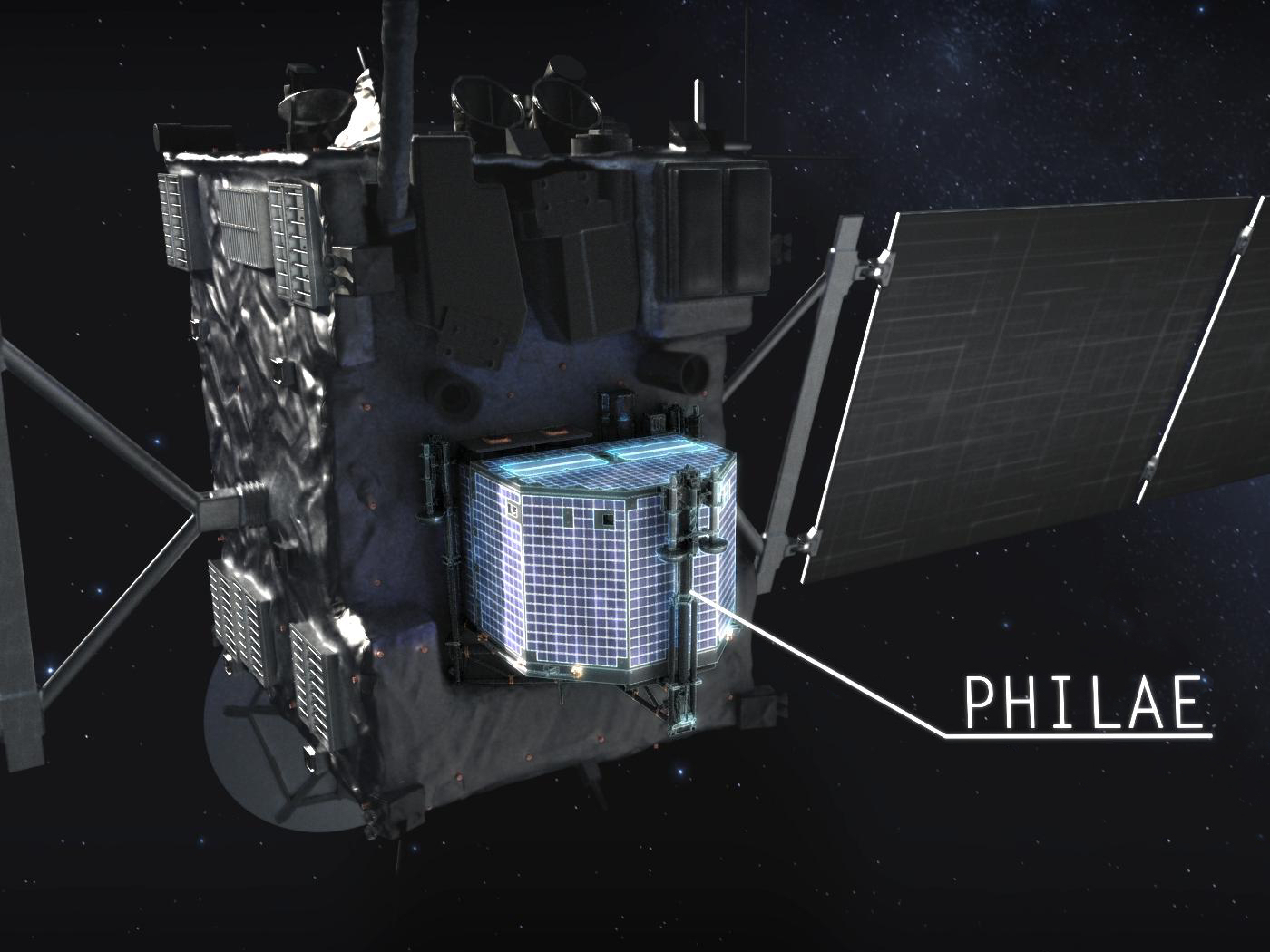
羅塞塔號和菲萊登陸器

登陸器被命名為「菲萊」，將會以相對速度1m/s接近並接觸表面，兩個魚叉將被投射至彗星以避免登陸器彈跳出去。為更進一步將登陸器固定在彗星上，將會利用幾次鑽孔。
2014年8月6日，在罗塞塔号抵达彗星六周后，欧洲空间局选定了菲莱登陆器的登陆地点“J点”，登陆日期则定于11月12日。11月12日08:35（GMT），菲莱登陆器与罗塞塔号成功分离；09:03（GMT），分离成功的信号传至地球，欧洲空间局确认二者分离成功。
登陸器着陆之后將開始的科學任務包括：
- 描述彗星彗核
- 確定存在的化合物，包括对应的对映异构体[30]
- 研究彗星活動及隨時間的發展

## 搜尋有機化合物
先前的觀察表明，彗星包含複雜的有機化合物。這些分子都含有豐富的碳，氫，氧和氮。這些是構成核酸和氨基酸的元素，是我們所知道生命的基本成分。彗星被認為已提供地球數量龐大的水，它們也可能播種地球的有機分子。通過採樣和分析彗核和彗雲的氣體和塵埃，羅塞塔和菲萊也將尋找有機分子，核酸(DNA和RNA的構建模塊)，和氨基酸(蛋白質的構建模塊)。幫助評估彗星對地球上生命的起源所作貢獻。

### 氨基酸

一般氨基酸的兩種對映異構。

一旦降落在彗星，羅塞塔還將測試一些假說，為何幾乎所有的必需氨基酸都是“左手”手性，這指的是相對於該分子核心的碳原子如何排列方向。多數非對稱分子取向的左手和右手配置性（手性）的數量大致相等，並且生物有機體所使用的必需氨基酸主要是左手系結構是一個異常。

## 儀器

### 核心
核心的調查是由三個光谱仪，一個微波無線電天線和一個雷達来完成：
- ALICE：紫外成像光譜儀[37][38]
- CONSERT：用無線電波傳輸探測彗核實驗[39]
- MIRO：羅塞塔軌道器的微波光譜儀
- OSIRIS：光學、光譜和紅外遠程成像系統
- VIRTIS：可見光和紅外熱成像光譜儀
- RSI：電波科學調查

### 氣體及粒子
- ROSINA：羅塞塔軌道器光譜儀離子和中性分析
- COSIMA：彗星二次離子質譜儀[40]
- GIADA：顆粒衝擊分析儀和集塵器[41]
- MIDAS（英语：Micro-Imaging Dust Analysis System）:顯微成像灰塵分析系統[42]

### 太陽風影響
- RPC：羅塞塔等離子聯盟。[43][44]

## 重大事件與發現
2004年
- 3月2日 - 欧洲空间局的羅塞塔任務在07:17 UTC（當地時間4時17分）從法屬圭亞那的蓋亞那太空中心成功發射。

2005年
- 3月4日 - 羅塞塔號執行它的第一次計劃的接近借力飛過（重力輔助通過）地球。
- 7月4日 - 飛船上成像儀器觀測到的坦普尔1号彗星和深度撞击号任務的撞擊器之間的碰撞。[45]

2007年
- 2月25日 - 借力飛過火星。
- 11月13日 - 羅塞塔進行了第二次借力飛過地球，在20:57 UTC的最低高度为5,295 km（3,290 mi），旅行速度为45,000 km/h（28,000 mph）.[46]

2009年
- 11月13日 - 第三次也是最後一次飛過（重力輔助通過）地球。羅塞塔號在最接近地球的於2,481 km（1,542 mi）的高度，地點位於109°E和11°S的上空 - 就在印尼島嶼的海岸線的爪哇於07:45 UTC。飛船行駛的速度是48,024 km/h（29,841 mph）。[47][48]

2010年

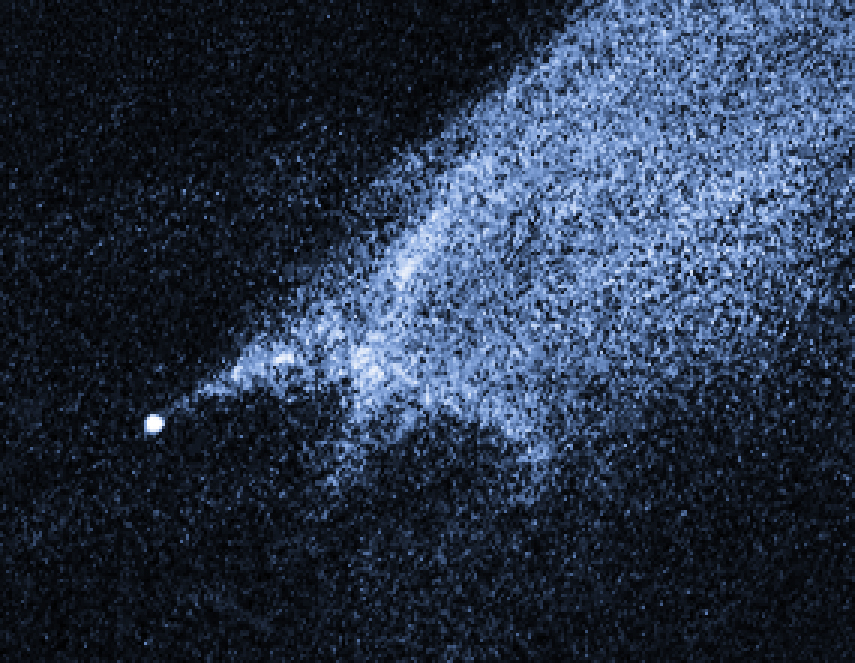
哈勃看到的P/2010 A2

- 3月16日 - 觀察到P/2010 A2小行星塵埃尾巴。連同哈勃空间望远镜的觀察就可以確認P/2010 A2不是一顆彗星，而是一顆小行星，並且該塵埃尾巴很可能是由從一個較小的小行星的撞擊产生的塵埃而形成。[49]
- 7月10日 - 飛過並拍攝了小行星司琴星。[50]

2011年
- 6月8日 - 該航天器轉移到自旋穩定方式，除了飛船電腦和休眠加熱器，所有電子設備被關閉。[51]

2014年
- 1月20日 - 在10:00 UTC 歐洲航天局接收到羅塞塔號飛船的電腦從休眠甦醒出來的信號。在18:18 UTC羅塞塔通過NASA的戈德斯通地面站恢復ESOC通信。[52][53]
- 5月至7月 - 羅塞塔號運行至距目標彗星約200萬公里處，向地球傳回了彗星的首批圖像。
- 8月6日 - 抵達彗星附近100 km（62 mi），飛船行駛的速度是1 m/s（3.3 ft/s）。[54][55][56]開始對彗星表面進行為期兩個月的繪圖，探測其引力、質量、形狀和大氣等。彗星測繪和鑑定一個穩定的軌道，以確定菲萊可行的著陸位置。[57]

- 9月 - 羅塞塔進入30 km（19 mi）的高度的全彗星測圖軌道。
- 11月12日 - 探测器“菲萊登陸器”於15:35 UTC的時候成功於67P/G-C彗星表面著陸。這是人類歷史上第一次讓航天器在彗星上登陸，經過0:28:20的信號傳遞時間，於16:03獲得證實[58]。
- 11月15日 - 探测器“菲萊登陸器”因為電力不足，利用僅存的電力進入休眠狀態，休眠前ESA團隊調整菲萊的太陽能板角度，雖然菲萊降落地點位於坑洞陰影中導致效果不盡理想，但仍希望67P/G-C彗星接近太陽時，能夠有機會接收到足夠的太陽能產生電力，再次喚醒菲萊進一步研究彗星。而羅賽塔對67P/G-C彗星的繞行觀測任務仍持續進行中。[59]
- 12月10日 - ROSINA質譜儀顯示彗星67P上重水對水的比率是地球上的三倍以上。這個比率被視爲一種獨特的標記，該發現意味著地球上的水不太可能來源於像67P這樣的彗星。[60][61][62]

2015年
- 2015年4月14日 - 科學家指出67P的彗核沒有自身的磁場。[63]

- 2015年7月，探測船於繞行「楚留莫夫－格拉希門克彗星（67P/Churyumov- Gerasimenko）」時，拍攝到彗星上，一處被命名為「阿斯旺（Aswan）」的懸崖山壁處噴發大量煙塵，推論可能發生「山崩」現象。研究單位預計將此研究結果，刊登於「自然天文學」（NatureAstronomy）期刊上[64]。

- 2014年11月至2015年12月 - 羅塞塔護送圍繞太陽的彗星。

2016 年
- 9月30日 - 任務結束，坠落于彗星67P上。[65]

## 外部連結
- （英文）羅塞塔號任務網站 （页面存档备份，存于）
- Rosetta Lander an article by Andrew J Ball, 1997.（currently displays 404 error.）
- （英文）gif animation （页面存档备份，存于） showing images of Rosetta's March 4, 2005 fly-by of Earth.
- （德文） Experiments （页面存档备份，存于） All onboard experiments.
- （英文）Parallax demonstration with Rosetta fly-by （页面存档备份，存于）
- （英文）Space probe performs Mars fly-by （页面存档备份，存于）